# Cá lịch đầm lầy mù
Cá lịch đầm lầy mù  (danh pháp hai phần: Ophisternon infernale) là một loài cá thuộc họ Lươn. Nó là loài đặc hữu của México nơi nó sinh sống trong các hang động và có tên trong tiếng Tây Ban Nha là anguila ciega.

## Phân loại
Cá lích đầm lầy mù được mô tả lần đầu tiên bởi nhà vật ngư học người Mỹ Carl Leavitt Hubbs vào năm 1938, mẫu đã được thu thập hai năm trước đó bởi A.S.Pearse. Hubbs đặt tên cho loài cá Pluto infernalis vì ông thích kết hợp các sinh vật sống dưới lòng đất với ma quỷ, người được cho là nằm dưới lòng đất, và đặt tên cho các loài cá đuối là hang động; infernale xuất phát từ tiếng Latin cho địa ngục. Loài cá này sau đó được chuyển sang chi Ophisternon, lươn đầm lầy. Tên chi có nguồn gốc từ tiếng Hy Lạp, "ophis", có nghĩa là một con rắn, và "xương ức", có nghĩa là ngực. Tên đồng nghĩa với loài này bao gồm Furmastix infernalis vàSynbranchus infernalis.

## Mô tả
Loài cá chình đầm lầy mù là loài cá có hình thon dài, không có sắc tố, không vảy và không có mắt nhìn thấy được. Dường như nó có nguồn gốc từ loài lươn đầm lầy cẩm thạch (Synbranchus marmoratus) và trở nên thích nghi với cuộc sống dưới lòng đất. Loài này phát triển đến độ dài tiêu chuẩn 32,5 cm (13 in) và đầu củ hành mang nhiều lỗ chân lông cảm giác.

## Phân bố
Lươn đầm lầy mù là loài đặc hữu của Bán đảo Yucatán ở Mexico, nơi nó sinh sống trong nước ngọt trong các hố xí và hang đá vôi. Nó sống trong nước cạn trên nền bùn hoặc dưới đá. Nó chỉ được tìm thấy trong 7% các hang động được điều tra, và nơi nó được tìm thấy, nó cùng tồn tại với brotula mù Mexico (Typhliasina pearsei), và thường với cá da trơn Rhamdia guatemalensis.